# 驍果
驍果，是隋朝隋文帝成立的御林軍，驍衛軍與果毅軍的合稱。驍果軍隸屬朝廷的左右備身府，有著宿衛與出征兩項重要功能。人數在高峰期時曾達到逾十萬人。驍果兩軍在歷史上的影響力見於與隋末兵變將領合力夜闖江都殺死隋煬帝。

## 歷史
開皇三年，隋文帝集壯士充任驍衛軍與果毅軍，並為驍果衛，軍士全部在左臂刺上血鷹作為標記。在隋煬帝大業九年（613年），隋煬帝為擴充軍隊，除了徵發府兵之外，又招募新軍擴大驍果的規模。新募集的將士多為身強力壯和驍勇善戰的關中人。至大業十二年（616年），隋煬帝楊廣下江都時以虎賁郎將司馬德戡統領一萬餘驍果為禁衛軍隨行，並屯駐於江都東城。後因李密的瓦崗軍直迫東都雒邑，驍果將士思鄉情切，但煬帝有意興建丹陽宮無意西歸。為使他們留在江都，煬帝把江都寡婦和未出嫁的女子強行許配給驍果軍軍士，迫使他們在江都成家立室。不過他們均表示不願留在江都，便各自逃亡。煬帝不悅，並將逃走的驍果一律處死。
在大業十四年（618年）三月，驍果有意謀反，遂與司馬德戡、宇文化及、宇文智及等策劃兵變。驍果軍成為發動叛亂的主謀之一。叛軍引領驍果軍夜半闖入宮內縊殺隋煬帝。自此，驍果變成隋末群雄招攬的勢力。十萬名驍果將首先與宇文化及跟瓦崗軍統帥李密在淇水兩岸戰鬥。當驍果軍到洛陽東邊的滑台（今河南省滑縣）駐紮時，因軍糧已盡，就向瓦崗軍佔領的黎陽糧倉發動攻擊。雙方之後在童山大戰。驍果又再次缺乏軍糧，無法再與瓦崗軍相持。在童山之戰結束後，陳智略以及張童兒嶺南及江東的驍果將士加入成為瓦崗軍軍力一部分。

## 外部連結
- 驍果制考──隋煬帝時期兵制的一個面向 （页面存档备份，存于），氣賀澤保規著，古怡青譯，《早期中國史研究》，5卷2期，頁51-72。
- 煬帝之死 （页面存档备份，存于）